# Jeff Chang
Jeff Chang é um jornalista e crítico de música hip hop estadunidense. Lançou em 2005 o livro Can't Stop Won't Stop, que conta sobre como o hip hop começam, tendo vencido o American Book Award de 2005.